# Haus Matthias Steingens

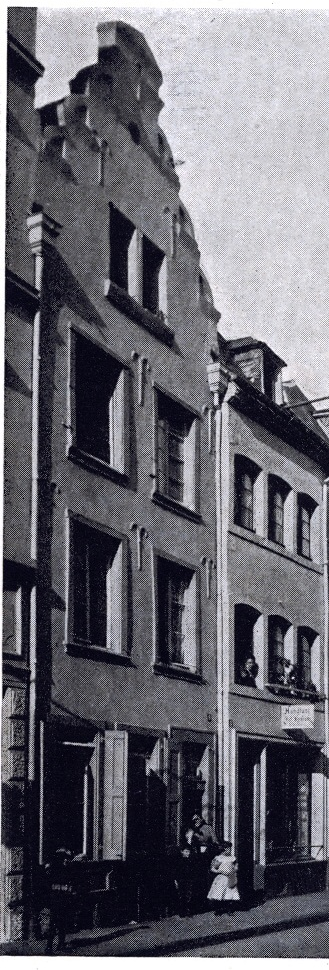
Josef Kleesattel: Giebelhaus Kurzestraße 6 (Quelle: Josef Kleesattel: Alt-Düsseldorf im Bild, Düsseldorf 1909)

Das Haus Matthias Steingens an der Kurze Straße 6 in Düsseldorf war ein Beispiel für den Übergang vom Treppengiebel zum Volutengiebel im Backsteinbau am Niederrhein: „So war ja auch ursprünglich der allmähliche Übergang vom Treppengiebel zum Volutengiebel im Gebiet des niederrheinischen Backsteinbaus.“ So zeigte das Haus einen Treppengiebel, der von Stufe zu Stufe mit einem Viertelkreis ausfüllte. Das Haus Nr. 6 gehörte im Jahre 1657 dem Mundkoch Matthias Steingens. Das erhaltene Gebäude steht heute unter Denkmalschutz. Heimeshoff beschreibt das Gebäude folgendermaßen:

„Das schmale Haus mit Backsteinfassade stammt aus der Mitte des 17. Jahrhunderts. Die Fassade war vom 18. Jahrhundert bis in die 1920er Jahre verputzt. Das Haus wird durch eine Tür mit separatem Oberlicht rechts in der Fassade erschlossen. Links daneben öffenen sich zwei Fenster. Unterhalb der mittleren Öffnung ist eine segmentbogige Kellerluke eingebaut. Links davon findet sich ein kleines Kellerfenster. Das 1. und 2. Obergeschoss werden durch je zwei Fenster belichtet. Ein zweigeteiltes Fenster belichtet den gestuften Giebel. Alle Öffnungen haben Natursteingewände […] Im 1. Obergeschoss gibt es rheinische Decken mit Manschetten und Profilierung […]“

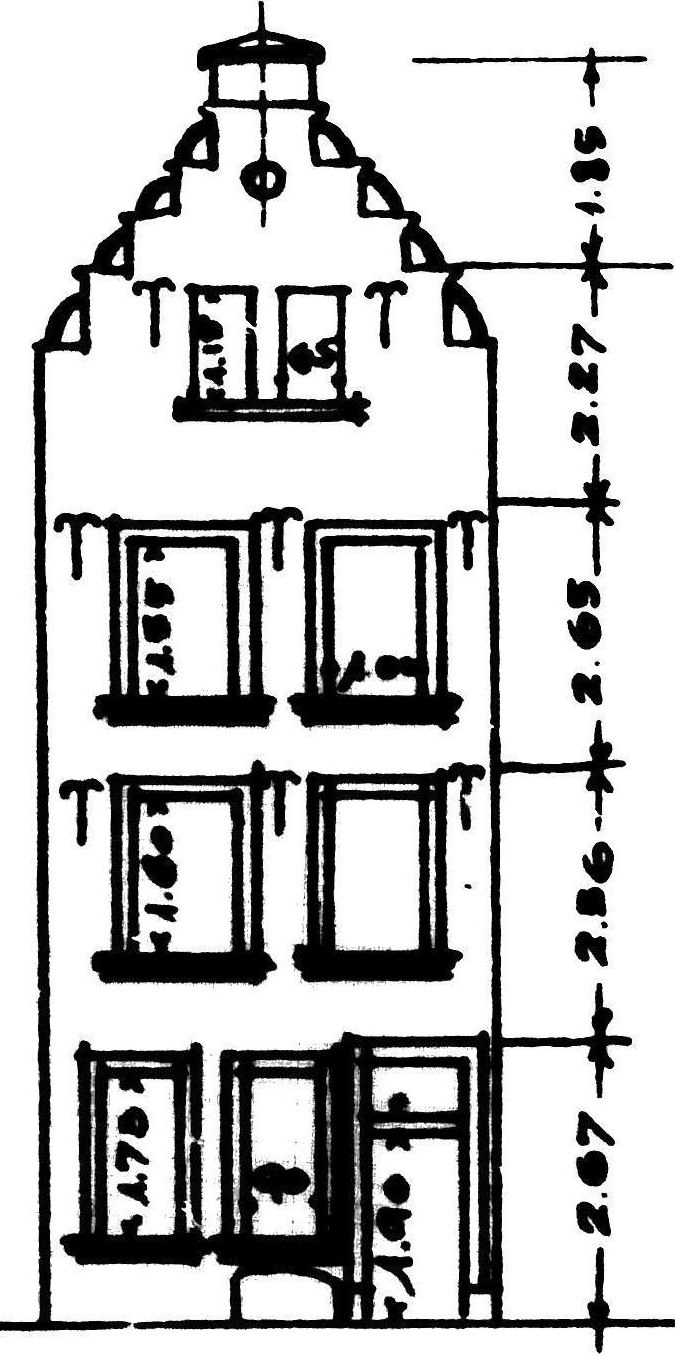
Zeichnung von Paul Sültenfuß
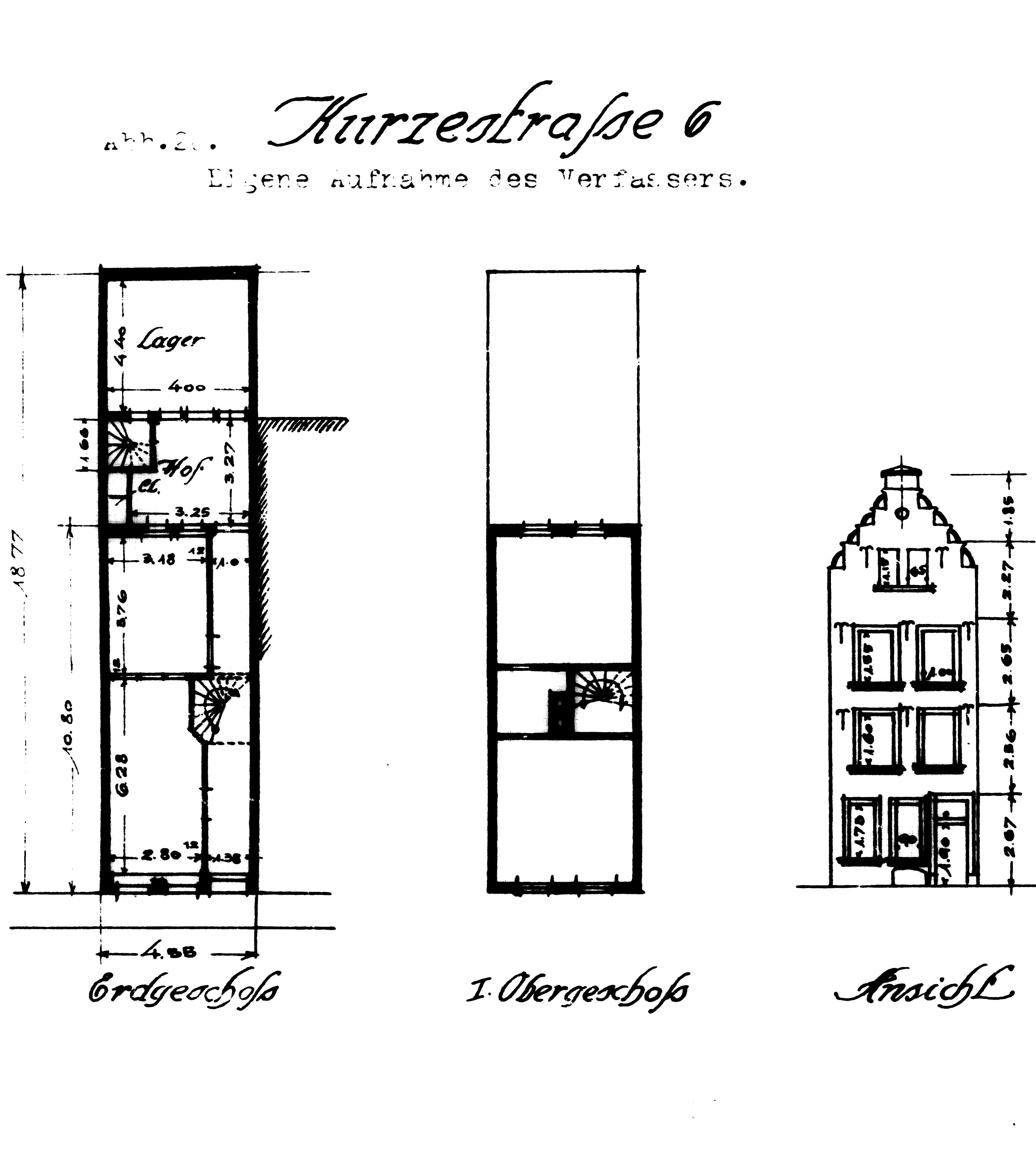
Zeichnung von Paul Sültenfuß